# March For Our Lives
Cet article possède un paronyme, voir Marche pour la vie.
March For Our Lives (Marche pour nos vies, en français) est le nom donné aux manifestations, qui se sont déroulées à Washington D.C. et dans plusieurs grandes villes américaines le 24 mars 2018, en réaction à la fusillade de Parkland et pour un contrôle accru des armes à feu aux États-Unis.

## Déroulement

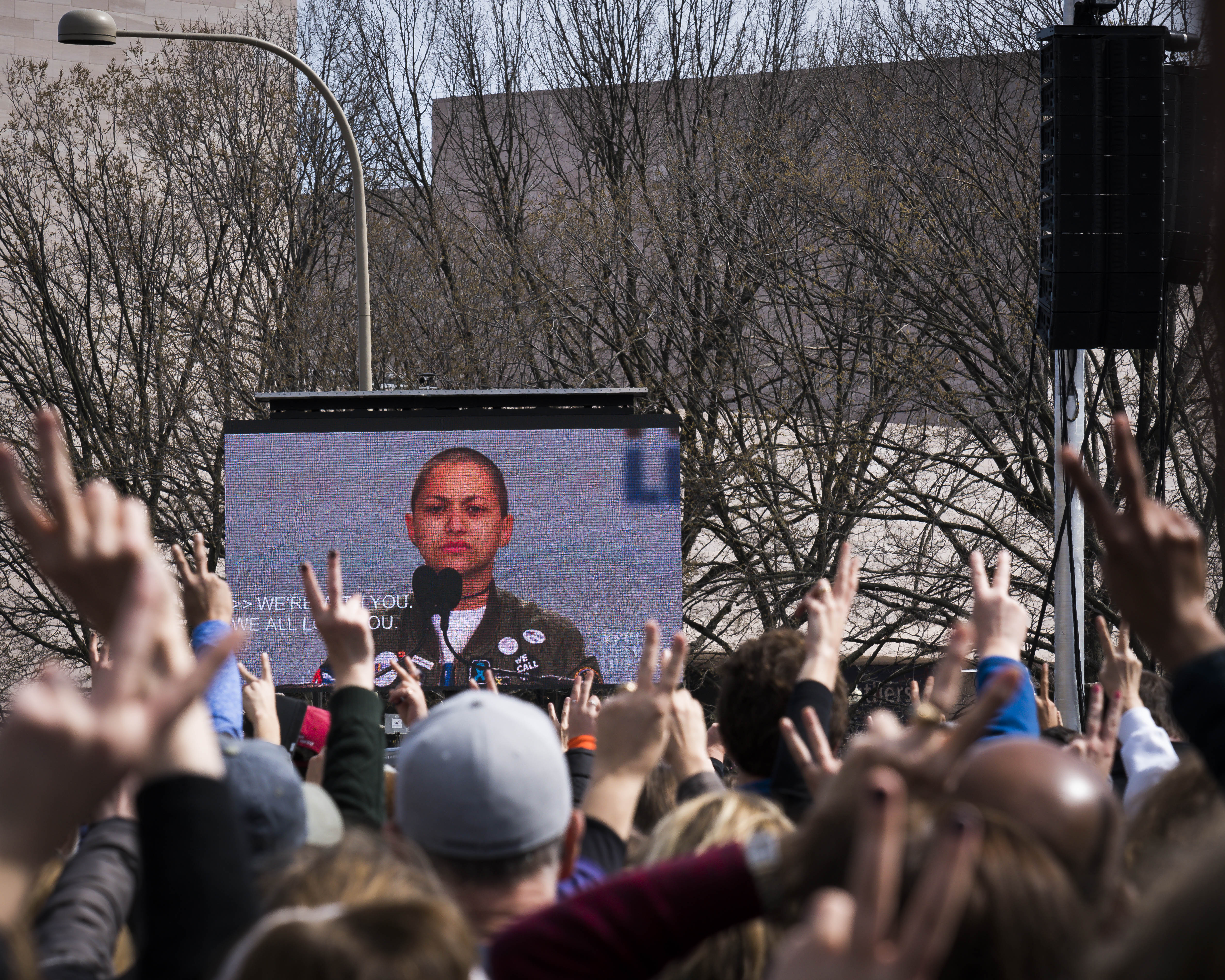
6 minutes, 20 secondes de recueillement pour les 17 victimes de Parkland.

Plus de 800 manifestations sont prévues à travers les États-Unis et à travers le monde et un demi-million de personnes est attendu à Washington D.C..
À l'issue de la journée, les organisateurs annoncent 800 000 manifestants dans la capitale. Cette participation dépasse celle de la Marche du Moratoire qui était emblématique des défilés contre la guerre du Viêt Nam dans les années 1960.
La plus grande marche a eu lieu le 24 mars 2018 à Washington DC, même si les rassemblements ont eu lieu dans de très nombreuses villes des États-Unis. Sur l'estrade, des jeunes particulièrement affectés par les fusillades ont pris la parole. Emma González, 18 ans, rescapée de la tuerie de Parkland (2018), porte la voix de tous les Américains, plus ou moins jeunes, en révolte contre les armes à feu. Son discours dure 6 minutes et 20 secondes; le temps de la fusillade.
Les trois principales demandes du mouvement March for Our Lives, d'après une pétition sur le site de l’événement, sont d'abord l'adoption d'une loi pour bannir les armes les plus fréquemment utilisées pour les fusillades, ensuite de restreindre le nombre de munitions, et enfin de mieux vérifier la manière dont les armes sont vendues et à qui.

### Naissance et promotion du mouvement
En réaction à la fusillade, un groupe d'élèves du lycée Marjory Stoneman Douglas (MSD) décide de créer le comité Never Again MSD en français : « plus jamais MSD » et de lancer le hashtag NeverAgain qui marque le début du mouvement.
Par ailleurs, la fusillade de Parkland devient rapidement virale, notamment sur Twitter. En effet, pendant les 4 jours qui suivent l’événement, les 10 hashtags les plus utilisés étaient tous en lien avec le contrôle des armes et d’autres termes en rapport avec la tuerie.
Les membres de ce groupe profitent alors de cette vague sur les réseaux pour lancer un appel à manifester. Ils créent alors un site web, des pages sur les réseaux sociaux, et lancent le hashtag MarchForOurLives qui est reposté par de nombreuses célébrités profitant de leur influence et leur tribune pour faire avancer la cause.
L’engouement que le mouvement connait en ligne donne une voix à ces élèves et propulse leur mouvement au-devant de la scène politique et médiatique.
Des survivants de la fusillade, ainsi que des parents d’élèves ayant perdu la vie ont ainsi l’occasion de rencontrer le président Donald Trump à la Maison-Blanche. Ils témoignent alors du drame qu’ils ont vécu et expriment leurs revendications.
Ils sont également invités plusieurs plateaux de télévision pour parler de leur mouvement, de leurs revendications, et surtout de la marche du 24 mars 2018. Ils sont notamment les invités de l’un des plus célèbres talk-shows aux États-Unis : The Ellen DeGeneres Show.

### Retentissement de la marche
Le 24 mars 2018, plusieurs éléments, outre le nombre exceptionnel de manifestants, font que cette marche a un fort retentissement aux États-Unis.
Afin de capter l’attention du gouvernement, des médias et du public, March For Our Lives distribue des étiquettes avec un prix à des manifestants. Le prix indiqué étant le résultat de la division entre les millions de dollars fournis par la National Rifle Association of America (NRA) à des personnalités politiques, et les millions d'élèves et étudiants américains. Un étudiant en Floride coûterait par exemple 1,05 dollar. Le but étant de dénoncer le fait que certains États reçoivent de l’argent d’une association favorisant le port d’arme, au potentiel péril de la vie d’étudiants.
Des célébrités sont également présentes lors de la marche. Plusieurs chanteurs et chanteuses se produisent sur scène à Washington, utilisant ainsi leur image pour apporter de la visibilité au mouvement.
Enfin, la manifestation reçoit une couverture médiatique exceptionnelle, que ce soit dans les médias traditionnels ou sur les réseaux sociaux : de nombreux Américains sont volontairement ou accidentellement exposés à l’événement, comme l'attestent les mots les plus utilisés sur Twitter le jour de la marche pour le constater.

### Impacts politiques
Bien que la marche pour nos vies soit un événement relativement récent, on peut constater que cette dernière a eu plusieurs impacts sur la société américaine.
D’une part, elle provoque une réaction des législatures de nombreux États avec la signature de 110 projets de loi sur le contrôle des armes à feu dans 32 États en juillet 2019, d’après l’organisme crée par Gabrielle Giffords. Une loi bipartisane sur la vérification des antécédents bipartites a même été adoptée par le Congrès le 27 février 2019.
D’autre part, la marche engendre une mobilisation politique massive des jeunes. En effet, d’après le Centre d’information et de recherche sur l’apprentissage civique et l’engagement, le taux de participation des 18-25 ans, est passé de 21 % en 2014, à 31 % lors des élections de mi-mandat de 2018, par rapport à celles de 2014. Cela est notamment dû au mouvement March For Our Lives qui a continué à encourager les jeunes à voter.

## Prises de parole sur l'estrade de Pennsylvania Avenue
- mouvement grassroots Never Again MSD
  - Emma González[15]
  - Cameron Kasky[16]
  - Sarah Chadwick[17],[18]
  - David Hogg[19]
  - Ryan Deitsch[20]
  - Alex Wind[21]
  - Jaclyn Corin[22]
  - Delaney Tarr[23]
- Naomi Wadler[24]